# Крыло в геральдике
Крыло (Крылья, Крылышки, Лёт) — естественная негеральдическая гербовая фигура.
Классическая эмблема, нашедшая широкое применение в советское время. Лёт в классической формулировке обозначает «покровительство».

## История
С античных времён крыло символизировало быстроту, скорость, и являлось атрибутом бога вестей и гонцов — Гермеса (Меркурия). Из античных времён крыло в этом же значении перешло в эпоху классицизма, а затем в современную эмблематику.
Принятое в XVIII—XIX веках птичье крыло, над которым горизонтально расположена летящая стрела, является символом скорости. В современном мире использование крыльев как олицетворения скорости отражается в транспорте: железнодорожном, автомобильном и авиационном. Для их различия крыльям придаются дополнительные атрибуты: одно (железнодорожники) или два (автотранспорт) колеса, пропеллер (авиация), птица (эмблема соревнований), серп и молот («Аэрофлот») и другие, имеющие серебряный (белый) или золотой цвет.
В европейской геральдике лёт (два крыла) — фигура, которая, будучи изображённой на щите, считается символом «непостоянства», но в качестве нашлемника она теряет этот негативный смысл. Очень часто встречается в немецких, фламандских и брабантских гербах, что свидетельствует о её престиже среди рыцарей (отсюда возник термин «знамённый лёт»).
В русской геральдике XVIII—XIX веков крылья (лёт) применялись как эмблема покровительства, патронажа, благоволения и попечения. При этом, в отличие от эмблемы скорости, в эмблеме покровительства отсутствовала стрела. Размещённое в гербовых щитах дворянских родов изолированно (без других эмблем) изображение одного или двух крыльев является знаком неутомимости, а крыло при этом изображается не стилизованно, а натурально.

## Блазонирование
Большое значение в геральдике имеет цвет крыльев:
- Золотое — государственное, императорское покровительство.
- Серебряное (белое) — высшее (божественное) покровительство;

Лёт поверх шлема всегда «открытый» и обычно повёрнут прямо. «Закрытый» лёт — крылья, изображённые в профиль или вполоборота. Лёт выходит из венчика или шлемовой короны и имеет такие же цвета и деления, что и гербовый щит, кроме того может быть украшен его гербовыми фигурами. Пространство между двумя крыльями может быть пустым или занятым любой гербовой фигурой.

## Использование в гербах
В польской геральдике отмечены гербы с крыльями в щитах и нашлемниках: Гейш, Домброва, Домбровский, Долэнга, Дзялоша, Заглоба, Нечуя, Халецкий и другие.
В гербах русских дворянских родов: Самойловы, Стрезовы, Куманины, Жербины, Черновы, Торубаевы, Ротт, Оржевские, Примо, Нелюбины, Подарины, Замятнины, Солениковы, Зукау, Неофитовы, Андреевские, Серапины, Немирович-Данченко, Магазинеры, Пенкины, Галицкие, Долгополовы, Коль, Лундышевы, Гуюс, Воронины, Гаркушевские, Заньковские, графы Кочубеи, Легкобытовы, и другие.
В нашлемниках: Вирановские, Быхавские, Бюлер, Молво, Филимоновы, Машковцовы, Репнинские, Трофимовичи, Брюловы, Брутцер, Палтовы (развёрнутый лёт), Василевские, Серебряковы, Стобеус, Ивановы, Волошиновы, Норпе, Котляревские, Регель, Ремизовы, Ломоносовы, Ребиндеры, Михайловы, Ковалевские, Грасгоф, Чернопятовы, Измайловы, Казариновы, Горецкие, Каховские, Бродовичи, Зубаревы, Левенштерн, Беляевы, Афросимовы, Лебедевы, Миллеры, Кауфманы, Ольдерогге, Якунины, Боровитиновы, Дублянские, Оболонские и другие.
Данную символику давали русским купеческим родам, получившим дворянство: Кожевниковы, Пантелеевы и другие.

## Примеры
- Герб Михайлова
- Герб Гайсина